# Алекса Павловић
Алекса Павловић ( Ужице, Република Србија, 25. јул 1996. године) српски је привредник и грађански активиста из Косјерића.
Политиком је почео да се бави 2012. године, као аналитичар локалних дешавања у Косјерићу и са својих 15 година, постао је најмлађи  грађански активиста у општини Косјерић.
У периоду од 2019. године до 2021. године обављао је функцију одборника у Скупштини општине Косјерић.
Новинар је регионалног портала Озон Прес из Чачка.
Током кампање за локалне изборе у општини Косјерић који су одржани 2025 године, као новинар и грађански активиста учествовао је у праћењу кампање и био је жртва физичког напада од стране локалног активисте Српске напредне странке.
Оснивач је приватне компаније Pavlović Financial Team Group која се бави пружањем услуга у области пословног саветовања и административне подршке пословању.
Члан је Добровољног ватрогасног друштва "ДВД Косјерић" и волонтер је Црвеног крста Косјерић, са којима је учествовао у великом броју акција током поплава које су задесиле општину Косјерић (2014. и 2020. године) и током пандемије Корона вируса (2020. године) због чега је награђен признањем Црвеног крста Косјерић за допринос развоју волонтеризму.
1. ↑  https://www.kosjeric.rs/skupstina-opstine-saziv-od-30-maja-2017-godine/
2. ↑  https://www.danas.rs/vesti/drustvo/aleksa-pavlovic-napadnuti-aktivista-kosjeric/
3. ↑  https://vreme.com/vesti/kosjeric-bivsi-policajac-i-clan-sns-a-udario-i-snimatelja-i-opozicionara/
4. ↑  https://www.companywall.rs/firma/pavlovic-financial-team-group/MMxC5NQsY